# 卡皮里亞斯卡
卡皮里亞斯卡是瑞士的城鎮，位於該國南部，由提契諾州負責管轄，面積36.35平方公里，海拔高度529米，2011年人口6,306，人口密度每平方公里173人。

## 經濟
截至2009年，卡皮里亞斯卡鎮擁有7間飯店。

## 外部連結
- Official website（页面存档备份，存于） （意大利文）